# 闪光少女 (电影)
《闪光少女》（英語：Our Shining Days）是一部于2017年上映的电影。由徐璐、彭昱畅主演，在2017年7月20日于中国大陆上映，10月5日于香港上映。

## 劇情
古靈精怪的神經少女陳驚，在男閨蜜李由與502宿舍的支援下組2.5次元樂團，展開搞笑、熱血的閃光少女逆襲之旅。

## 演员

### 領銜主演
| 演员姓名 | 角色名称   | 介绍 |
| 徐璐     | 陈惊       | 神經少女，民樂系的奇葩。有著甜美可愛的臉龐，卻總是用老土的髮型和俗氣的衣服打扮自己。個性活潑外向，思想天馬行空，樂天派一枚。主修樂器為揚琴，術科成績優秀，學科成績得過且過，沒什麼大夢想。對西洋樂系的鋼琴主修師哥王文一見鍾情，為了向心儀的師哥證明心意，與男閨蜜油渣找上民樂系的另一群奇葩-502宿舍的師妹們共組2.5次元樂團。在一番磨合與苦練後，不但登上了音樂廳的大舞台，向世人證明民樂之美，也證明了自己的價值。 |
| 彭昱畅   | 李由(油渣) | 陳驚的男閨蜜，民樂系中國打擊主修。雜亂邋遢的髮型和穿著下，卻是一位有著超高顏值的小鮮肉。默默喜歡陳驚，甚至為了讓她開心，幫助她追求師哥，然而種種暖男行徑卻總是不為神經比樹幹還粗的陳驚所察覺。為了幫忙陳驚向師哥表白，與陳驚和502宿舍組成2.5次元樂團。最終登上了音樂廳的大舞台，展現了自己。表演結束後，帶陳驚去看螢火蟲，並向其表明自己的心意。                                                                    |

### 主要演员
| 演员姓名 | 角色名称      | 介绍 |
| 刘泳希   | 千指大人/小霾 | 502宿舍的老大，民樂系的古箏樂手。樣貌帥氣、寡言，是B站上著名的古箏教主。喜歡古典文學、歷史、古箏，為了捍衛自己的摯愛，從不在乎別人對她的眼光，勇敢的保護自己堅定的信仰。 |
| 李諾     | 樱仔          | 502宿舍的一員，民樂系二胡樂手。因為曾經遭受西洋樂系的學生霸凌，而使原先就不擅長言辭的她變得沉默。然而，這並不減她對於民樂和二胡的熱愛，對於民樂器的發展史有相當深的研究。 |
| 鲁照华   | 贝贝          | 502宿舍的一員，民樂系中阮樂手，顏值擔當。粉紅色蘿莉塔萌系美少女，癡迷二次元。在陳驚的手辦利誘下加入2.5次元樂團。和塔塔是宛如雙胞胎般形影不離的好姊妹，除中阮之外亦擅長電吉他。 |
| 韓忠羽   | 塔塔          | 502宿舍的一員，民樂系琵琶樂手，顏值擔當。黑色蘿莉塔萌系美少女，和貝貝一樣癡迷二次元，同樣受陳驚的手辦利誘而答應加入2.5次元樂團。除琵琶外亦擅長電吉他。 |
| 陳雨鍶   | 郑有恩        | 西洋樂系小提琴主修兼學生交響樂團首席，成績優秀，琴藝高超。外表高冷貴氣，全身上下充滿千金大小姐的嬌貴。性格自視甚高，對所有人的態度都是認為自己高人一等的指高氣昂，唯獨對王文師哥特別好。瞧不起民樂系，喜歡對民樂系學生冷嘲熱諷。中西樂器大戰輸了之後，答應幫民樂系登上音樂廳演出，最終也被陳驚帶領的民樂團的演出懾服。 |
| 骆明劼   | 王文          | 西洋樂系鋼琴主修，同時是鋼琴協奏曲的第一首席。外表優雅冷漠，不苟言笑，自恃鋼琴琴技高超而態度高高在上，內心非常瞧不起民樂和陳驚，並在眾人面前狠狠拒絕陳驚的追求。中西樂器大戰輸掉之後，答應了民樂系的要求，幫助他們站音樂廳的大舞台演奏。之後也和陳驚合好，在台下真心為民樂系的演出鼓掌。                               |

### 客串演出
| 演员姓名 | 角色名称 | 介绍 |
| 陈奕迅   | 领导     | 教育部高層領導，前來視察音樂學院時親眼目睹了中西樂器的鬥琴比賽，並肯定了民樂系學生的演奏實力。隨後在隔年的新學期，開車送進入民樂系主修揚琴的女兒入學。 |
| 闫妮     | 陈惊母亲 | 喜愛跟著收音機唱京戲，在陳驚迷惘時開導她。 |
| 耿乐     | 陈惊父亲 | 在產房陪妻子生產時又叫又哭又昏倒，陪產時手裡的收音機放著的揚琴音樂成為了女兒長大後學習揚琴的契機。                                                     |

## 歌曲
| 曲別                   | 歌名               | 演唱者／演奏者         | 作詞                   | 作曲       |
| 「隐藏能量」旗舰概念曲 | Shine              | 逃跑计划               |                        |            |
| 「友情」旗舰概念曲     | 用尽我的一切奔向你 | 周笔畅                 | 李焯雄、樊帆           | 錢雷       |
| 「另一个我」旗舰概念曲 | 电光石火之间       | 中島美嘉               |                        |            |
| 「真我」旗舰概念曲     | 因爱闪光           | 徐佳莹                 | 李焯雄、左卓           | 露米娜     |
| 「微光」旗舰概念曲     | 生命被你照亮       | 杨宗纬                 | 李焯雄                 | 梁翹柏     |
| 「进击」概念曲         | 出发吧！新世纪！   | 祈Inory、桐子 (KiRiKo) | 討厭肉色愛高調、管國廷 | 戰場原妖精 |
| 「星光」概念曲         | 飞散的星星         | 徐璐                   | 李曼維                 | 李曼維     |
| 「暖光」概念曲         | 十七岁的时光不说谎 | 彭昱畅                 |                        |            |
| 「闪爆首版」概念曲     | Show Me!           | 闪光爆裂民乐团         | 唐恬、討厭肉色愛高調   | 尼克、希歌 |
| 漫展插曲               | 青春的告白         | S.I.N.G                | 王韵韵                 | 刘佳       |
| 漫展插曲               | 權御天下           | 2.5次元樂團            |                        |            |
| 鬥琴插曲               | 野蜂飛舞           |                        |                        |            |
| 502宿舍插曲            | 陌上寸草           | 贾盛强                 | 贾盛强                 | 贾盛强     |

## 獎項及提名
| 年度   | 颁奖典礼             | 奖项             | 分类                   | 姓名                 | 结果 |
| ------ | -------------------- | ---------------- | ---------------------- | -------------------- | ---- |
| 2017年 | 第20届上海国际电影节 | 亚洲新人奖       | 最佳男演员             | 彭昱畅               | 提名 |
| 2017年 | 第20届上海国际电影节 | 亚洲新人奖       | 最佳女演员             | 徐璐                 | 提名 |
| 2017年 | 第20届上海国际电影节 | 电影频道传媒大奖 | 最受传媒关注女主角     | 徐璐                 | 提名 |
| 2017年 | 第20届上海国际电影节 | 电影频道传媒大奖 | 最受传媒关注新人女演员 | 徐璐                 | 獲獎 |
| 2017年 | 第20届上海国际电影节 | 电影频道传媒大奖 | 最受传媒关注影片       | 《闪光少女》         | 獲獎 |
| 2017年 | 第20届上海国际电影节 | 电影频道传媒大奖 | 最受传媒关注新人导演   | 王冉                 | 獲獎 |
| 2017年 | 第20届上海国际电影节 | 电影频道传媒大奖 | 最受传媒关注编剧       | 鲍鲸鲸               | 獲獎 |
| 2017年 | 第20届上海国际电影节 | 电影频道传媒大奖 | 最受传媒关注女配角     | 刘泳希               | 獲獎 |
| 2019年 | 第32屆中國電影金雞獎 | 最佳剪辑         | 最佳剪辑               | 鄺志良、白慧玲、王冉 | 提名 |